# بارکول تاغ
بارکول تاغ (انگلیسی: Barkol Tagh) یک رشته کوه در سین‌کیانگ چین است.